# Acostia
Acostia, monotipski biljni rod iz porodice travovki. Jedini predstavnik je A. gracilis, endem u Ekvadoru, poznata samo iz jedne zbirke iz 1946. godine. Otkrivena je na nepoznatom lokalitetu u podnožu Anda u provinciji Imbabura.

## Sinonimi
- Panicum acostia R. D. Webster